# Portret Marii Teresy de Vallabriga na koniu

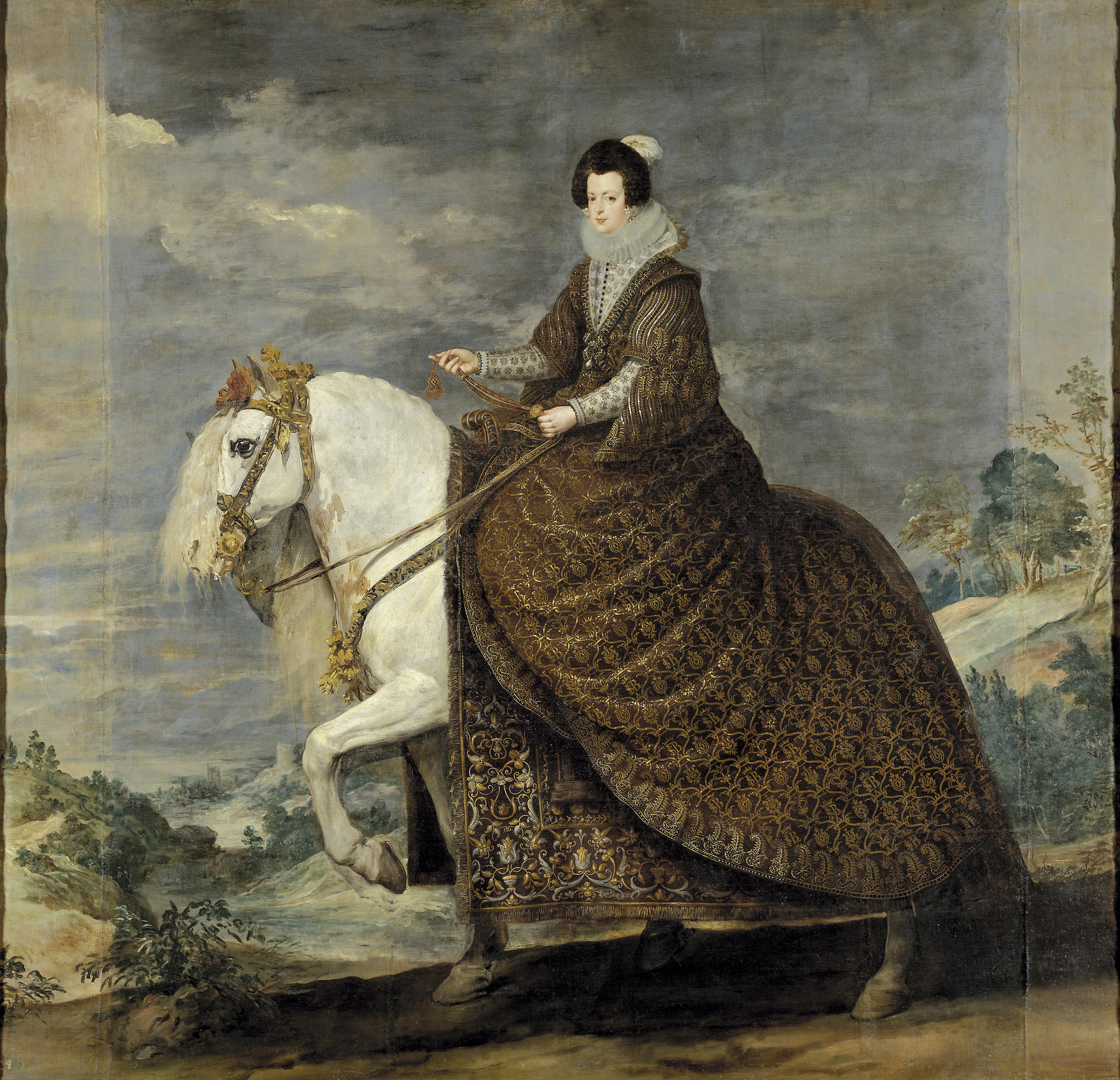
Portret konny Izabelli Francuskiej Velazqueza (1635–1636), którym inspirował się Goya

Portret Marii Teresy de Vallabriga na koniu lub Portret konny Marii Teresy (hiszp. Retrato ecuestre de María Teresa de Vallabriga lub María Teresa de Vallabriga a caballo) – obraz olejny hiszpańskiego malarza Francisca Goi (1746–1828). Obraz, który znajduje się w zbiorach Galerii Uffizi we Florencji, jest wykonanym przez Goyę olejnym szkicem przygotowawczym. Powstały na jego podstawie właściwy portret o większych rozmiarach zaginął. Portret miał stanowić parę z wykonanym wcześniej przez genueńczyka Francesco Sasso portretem konnym infanta Ludwika Antoniego.
Portret przedstawia Marię Teresę de Vallabriga y Rozas, żonę infanta Ludwika Antoniego Burbona, brata Karola III. Małżeństwo z młodszą o 32 lata Marią Teresą było jednym z powodów, dla którego infant popadł w niełaskę i został wydalony z madryckiego dworu. Maria Teresa, córka kapitana aragońskiej kawalerii, nie miała królewskiego rodowodu, dlatego małżeństwo uznano za morganatyczne, a infant i jego rodzina utracili liczne przywileje. Rodzina zamieszkała w Arenas de San Pedro, gdzie na zaproszenie infanta dwukrotnie odwiedził ich Goya, aby namalować kilka portretów.
Goya przedstawił Marię Teresę na wzór konnych portretów hiszpańskich monarchiń. Prawdopodobnie inspirował się portretem królowej Izabelli Francuskiej pędzla Velazqueza. Zapożyczył od niego nie tylko kompozycję i tło z górskim pejzażem (u Goi można rozpoznać łańcuch Sierra de Gredos i szczyt Almanzor), ale także technikę malowania i paletę barw. Mimo że jest to tylko szkic do portretu, Goya wykonał go z dbałością o szczegóły. Przedstawił Marię Teresę jako młodą i piękną amazonkę trzymającą wodze w eleganckim geście. Ma na sobie szykowny strój jeździecki – niebieską suknię i kapelusz zdobiony piórami. Mankamentem obrazu jest sposób, w jaki Goya przedstawił konia, który wydaje się być zastygły w swojej pozycji i za duży w stosunku do kobiety.
Za portret konny oraz zbiorowy portret Rodzina infanta don Luisa Goya otrzymał 30 000 reali. Infant i jego żona podarowali również drogą suknię i wiele innych prezentów żonie artysty, która na życzenie Marii Teresy przybyła do Arenas de San Pedro latem 1784 roku razem z Goyą. Infant mianował także jednego z braci Goi (Camila) kapelanem w swojej rezydencji w Chinchón. Ludwik Antoni był słabego zdrowia i zmarł w 1785 roku; dla Goi oznaczało to utratę cennego zleceniodawcy i mecenasa.